# Daniela Surina
Daniela Surina, née le 20 septembre 1942 à Trieste dans la région du Frioul-Vénétie Julienne en Italie, est une actrice italienne.

## Biographie
Daniela Surina naît à Trieste. Elle débute au cinéma en 1965 dans la comédie Gli amanti latini de Mario Costa. Actrice de genre, elle joue au cours de sa carrière dans quartoze films, trois téléfilms et un épisode de série télévisée, principalement dans des productions de série B incluant des films d'auteurs, des films d'horreurs et des films policiers italiens.
Elle joue notamment le rôle de la marquise de Cambyse dans la comédie Mon oncle Benjamin d'Édouard Molinaro en 1969 qui est l'adaptation du roman homonyme de Claude Tillier. Elle apparaît également dans le néo-polar L'Homme à la Jaguar rouge (Der Tod im roten Jaguar) d'Harald Reinl en 1968 et dans la comédie musicale Soldati e caporali de Mario Amendola en 1965.
Pour son rôle dans la comédie italienne La Chine est proche (La Cina è vicina) de Marco Bellocchio, elle obtient une nomination au Ruban d'argent de la meilleure actrice dans un second rôle en 1968.
Elle se retire de la profession au milieu des années 1970.

## Filmographie

### Au cinéma

#### Longs-métrages
- 1965 : Gli amanti latini de Mario Costa, épisode Il telefono consolatore
- 1965 : Soldati e caporali de Mario Amendola
- 1966 : È mezzanotte... butta giù il cadavere de Guido Zurli
- 1966 : Moi, moi, moi et les autres (Io, io, io... e gli altri) d'Alessandro Blasetti
- 1967 : La Chine est proche (La Cina è vicina) de Marco Bellocchio
- 1967 : Tue-moi vite, j'ai froid (Fai in fretta ad uccidermi... ho freddo!) de Francesco Maselli
- 1967 : Pesche allo sciroppo d'Alessandro Blasetti
- 1968 : L'Homme à la Jaguar rouge (Der Tod im roten Jaguar) d'Harald Reinl
- 1968 : Erzählungen aus der neuen Welt de Richard Cohn-Vossen, Joachim Hellwig et Massimo Mida
- 1969 : Mon oncle Benjamin d'Édouard Molinaro
- 1969 : Échec à la reine (Scacco alla regina) de Pasquale Festa Campanile
- 1969 : La Dernière Balle à pile ou face (Testa o croce) de Piero Pierotti
- 1969 : Tue-moi vite, j'ai froid (Fai in fretta ad uccidermi... ho freddo!) de Francesco Maselli
- 1970 : Lettera aperta a un giornale della sera de Francesco Maselli
- 1972 : L'etrusco uccide ancora d'Armando Crispino

### À la télévision

#### Série télévisée
- 1970 : Nero Wolfe, épisode La casa degli attori

#### Téléfilms
- 1970 : Storia di Pablo de Sergio Velitti
- 1973 : Divorce (Divorce His - Divorce Hers) de Waris Hussein
- 1976 : Extra de Daniele D'Anza

## Prix et distinctions
- Nomination au Ruban d'argent de la meilleure actrice dans un second rôle en 1968 pour La Chine est proche (La Cina è vicina).

## Source
- (en) Michael R. Pitts, Famous Movie Detectives III, Lanham, Scarecrow Press, 2004, 416 p. (ISBN 978-0-8108-3690-7, lire en ligne), p. 172.